# Schefflera pachyphylla
Schefflera pachyphylla är en araliaväxtart som beskrevs av Hermann August Theodor Harms. Schefflera pachyphylla ingår i släktet Schefflera och familjen araliaväxter.
Artens utbredningsområde är Nya Kaledonien. Inga underarter finns listade.